# 縱帶馴麗魚
縱帶馴麗魚，為輻鰭魚綱鱸形目隆頭魚亞目慈鯛科的其中一種，分布於中美洲墨西哥及瓜地馬拉Usumacinta、Sarstun 及Dulce河流域，體長可達19公分，棲息在河川中底層水域，屬雜食性，生活習性不明。

## 擴展閱讀
維基物種上的相關：縱帶馴麗魚